# Carruthersia
Carruthersia là chi thực vật có hoa trong họ Apocynaceae.